# Tomba di Rotari

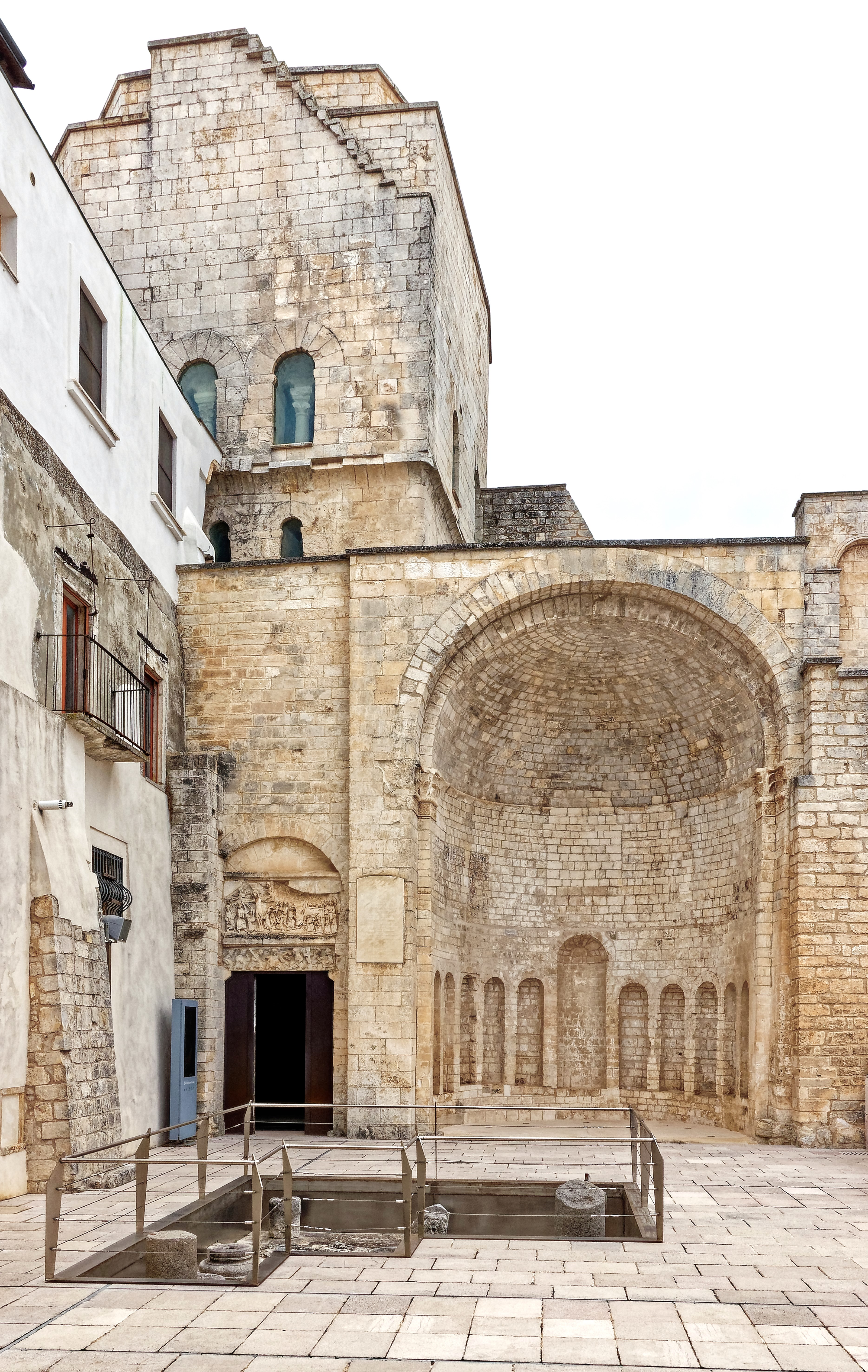
Links der kleine Eingang zur Tomba di Rotari, rechts die ehemalige Apsis der nicht mehr existenten Kirche San Pietro in Monte Sant’Angelo.

Die Tomba di Rotari, offiziell San Giovanni Battista in Tomba, ist ein etwas rätselhaftes, turmähnliches Gebäude in der apulischen Stadt Monte Sant’Angelo. Über die genaue Funktion oder den Grund der Anlage herrscht Unklarheit, wenngleich die neuere Forschung zu einer Lösung als Baptisterium tendiert. Sehr ungewöhnlich ist auch die innere Struktur, bekannt ist sie noch für einige mittelalterliche Kunstwerke.

## Lage und Namensgebung

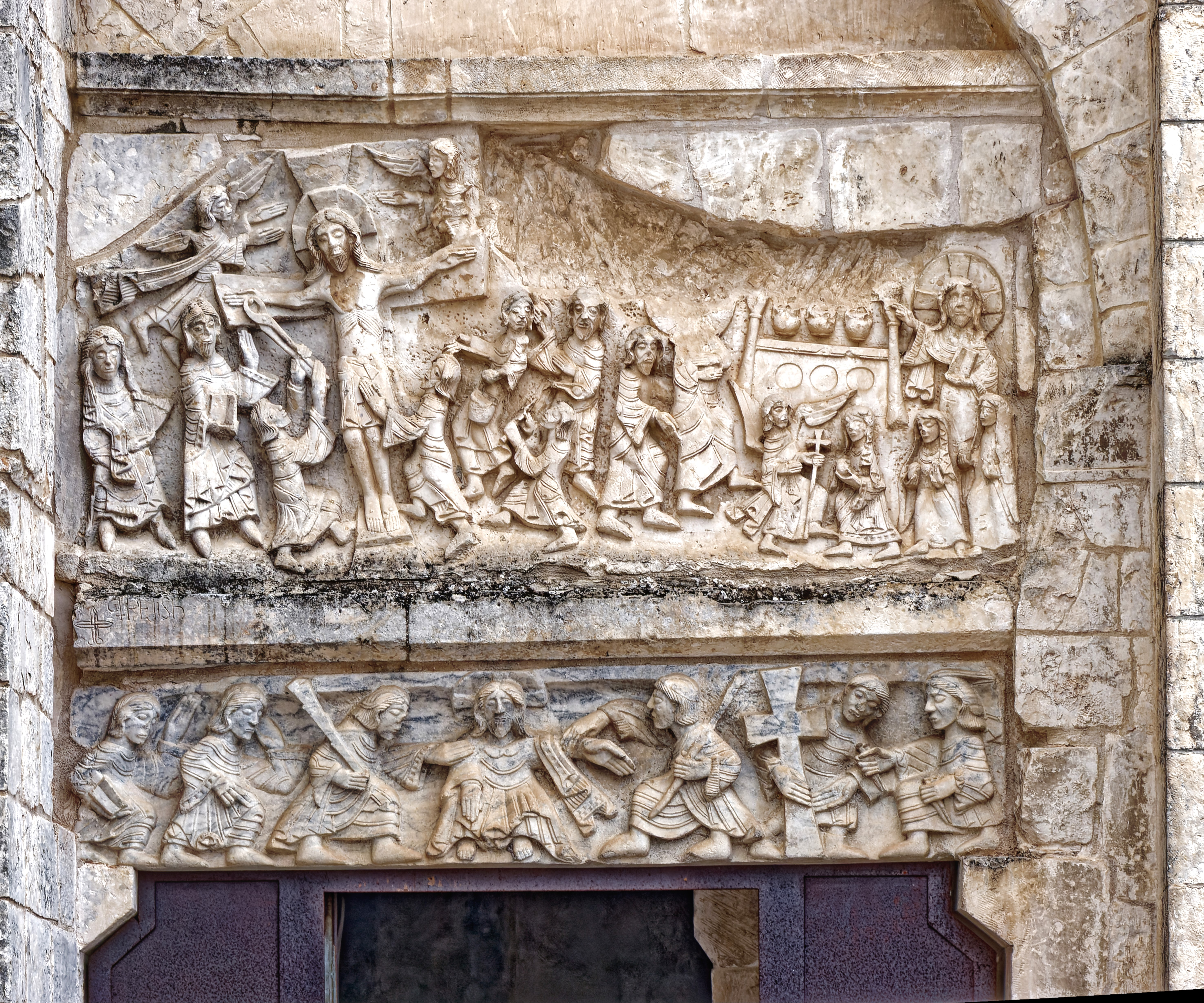
Relief über dem Portal.

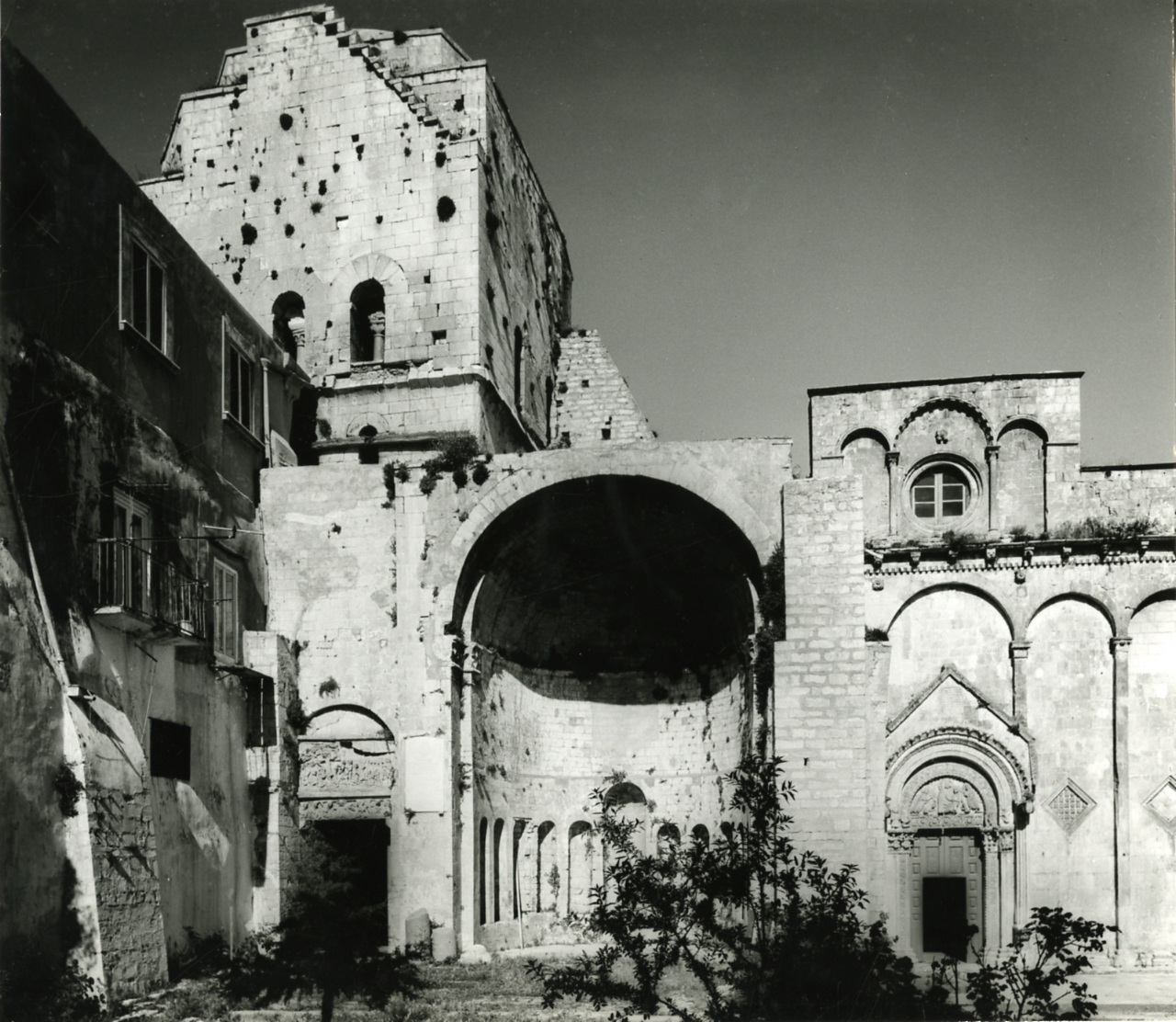
San Pietro. Foto von Paolo Monti, 1965

Das Gebäude liegt in der historischen Altstadt von Monte Sant’Angelo, etwa 100 Meter südlich des weltbekannten Grottenheiligtums des Erzengels Michael (Santuario di San Michele Arcangelo). Die Tomba ist Teil eines Komplexes aus drei miteinander verbundenen und teilweise verschachtelten Gebäuden, dazu gehören die Reste der Kirche San Pietro und daneben noch die Kirche Santa Maria Maggiore.
Ihren Namen hat sie von einer 1906 sowohl falsch gelesenen als auch unklar interpretierten Inschrift, die sich noch heute im Gebäude befindet. Ein sich dort befindlicher Name (Rodelgrimi) wurde als der Name des langobardischen Königs Rothari gelesen. Ein weiteres Wort der Inschrift ist tumbam, was als Grablege gedeutet wurde. Das ist insoweit missinterpretiert, weil im Italienischen das Wort tumba bis in das 16. Jahrhundert auch Gewölbe, Hügel und andere Bedeutungen hatte, nur eine davon war Grab. Erst später wurde der Begriff tumba tatsächlich zu einem Begriff, der nur Grab bedeute. Sicher ist, dass die Tomba deutlich jünger als das 7. Jahrhundert ist, in dem Rothari starb, als auch dass selbiger darin nie bestattet wurde. Die mehrheitliche Forschung geht, wenngleich immer noch nicht restlos geklärt, heute davon aus, dass es sich ursprünglich um ein Baptisterium handelte. Auch Funktionen als Glockenturm oder als Grabkirche für andere Personen als die Rotharis werden diskutiert, für letzteres gibt es reale Anhaltspunkte. Die Tomba ist ihrer wohl ursprünglichen Funktion nach Johannes dem Täufer geweiht.

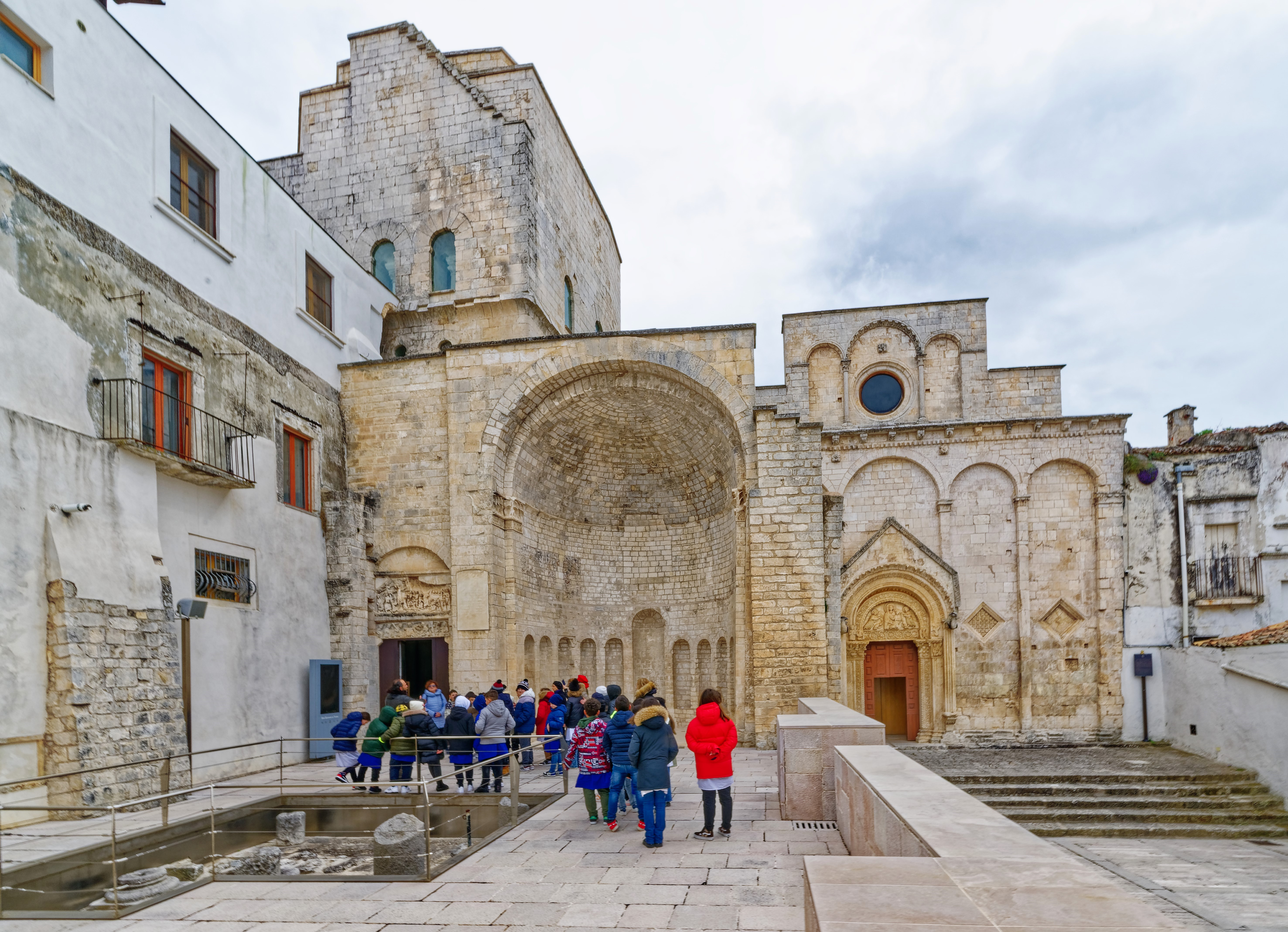
San Pietro

## Äußeres und Nebenbebauung
Der Zugang zur Tomba erfolgt über ein kleines Portal. Über diesem wurden erst später, zu einem unbekannten Zeitpunkt, zwei sicher nicht für diesen Bau geschaffene Reliefs, wohl um 1100 geschaffen, einfügt. Das untere, es dient als Türsturz, stellt die Gefangennahme Jesu dar, er trägt dabei schon das Kreuz. Über diesem befindet sich ein weiteres, etwa doppelt so hohes Relief. Auf diesem befindet sich auf der linken Seite eine Darstellung der Kreuzabnahme und rechts eine Darstellung Auferstandener Christus mit den Drei Marien. Auf der Unterkante dieser Darstellung ist gemeißelt: QPE TIS H, was als: quod petis habebis interpretiert wird. Alle Darstellungen gelten nach heutiger Auffassung als höchst plastisch und mit großer Ausdruckskraft gearbeitet, bezüglich letzterer für den Erschaffungszeitraum als einzigartig.
Rechts des Portals befindet sich die ehemalige Apsis der einst hier gelegenen Pfarrkirche San Pietro aus dem ausgehenden 12. Jahrhundert. Sie stürzte 1894 ein und wurde nicht wieder errichtet. Es sind noch einige Reste erkennbar, zur Straße hin wurde ein Portal als Abgrenzung wieder aufgesetzt. Über diesem Portal, aus dem 18. Jahrhundert, befindet sich eine rätselhafte Darstellung von vier verschlungenen Sirenen, die mit unbedeckter Brust in einem Rundfenster mit zentral acht Speichen eingefügt sind. Die Arbeit stammt aus dem 16. Jahrhundert. Rechts hinter der Apsis befindet sich, teilweise verschachtelt, die Fassade von Santa Maria Maggiore, einer Kirche aus der zweiten Hälfte des 12. Jahrhunderts mit allerdings etwas jüngerer Fassade aus dem späten 12. Jahrhundert. Dabei wird die äußerste linke Achse der fünfachsigen Konstruktion von den Resten der Apsis verdeckt.
Die Außenfassaden der Tomba selbst sind unregelmäßig kubisch geformt und geben die innere Struktur des Baues, auch mit der flachen Kuppel, nicht wieder.
Es ist nach wie vor ungeklärt, wie die drei Bauwerke, also die Tomba, San Pietro und Santa Maria Maggiore in ihrer Verschachtelung erklärbar sind. Nach einer Meinung müssten die zahlreichen Um- und Anbauten verschiedener Jahrhunderte entfernt werden um herauszufinden, wie die ursprüngliche bauliche Situation bestand.

## Inneres

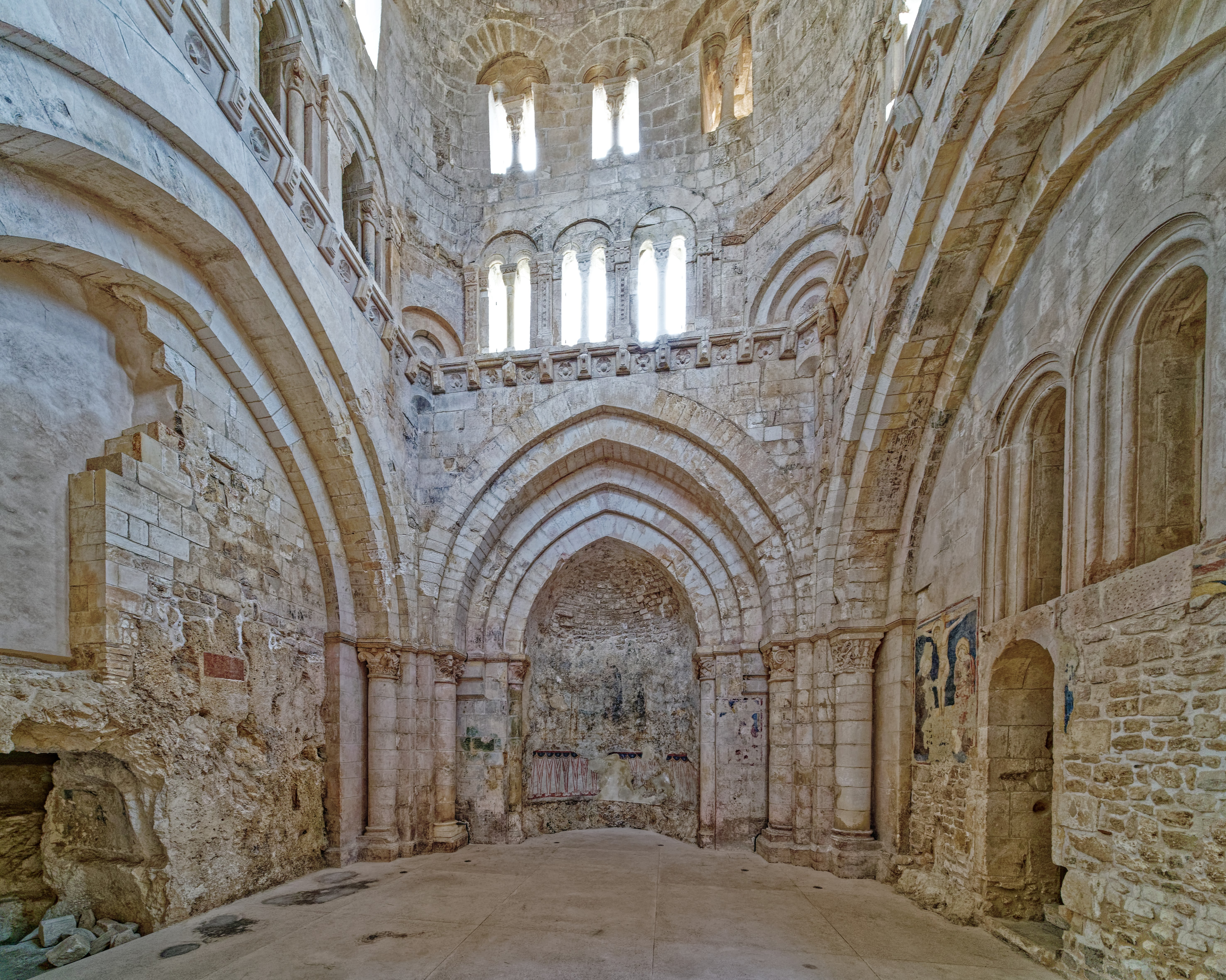
Der Innenraum.

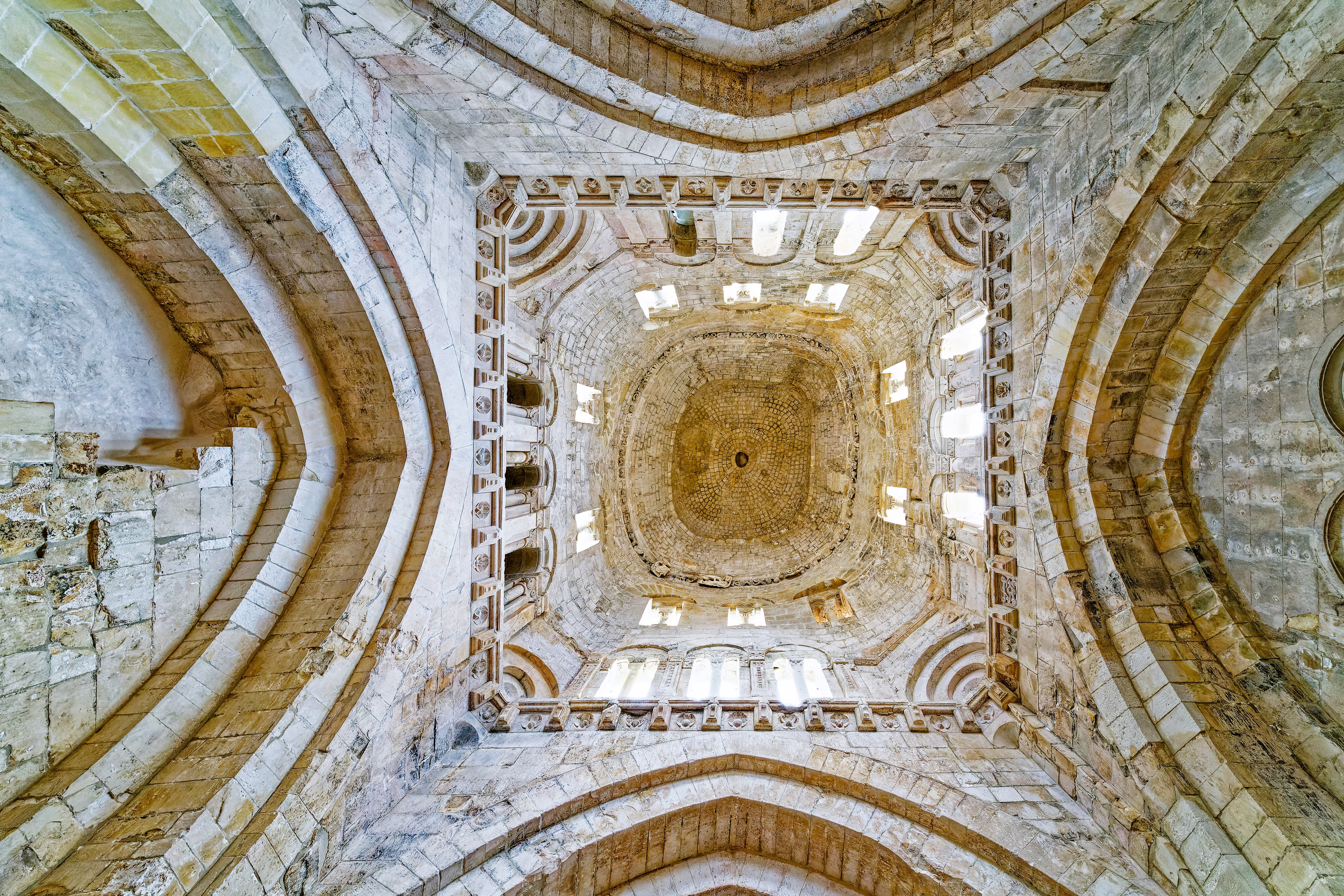
Blick in die Koppel.

### Innenraum und Kuppel
Die Tomba ist im Inneren ein einziger, von Boden bis zur Kuppelspitze durchlaufender Raum. Der Grundriss des unteren Teiles ist viereckig und wurde wohl im 11. Jahrhundert errichtet. Dennoch wurde er in späteren Jahrhunderten stark verändert, die gestaffelten Spitzbögen hier sind gotisch. Oberhalb eines Konsolenfrieses schließt sich die zweite Zone an, sie ist doppelstöckig mit Mono- und Biforienfenstern gestaltet und entstammt zweifelsfrei der Romanik. Absolut selten ist der quasi fließende Übergang des quadratischen Untergeschosses in die mittlere Zone mit verzogenem Oktogon als Grundstruktur, im abendländischen Europa war eine solche Bauweise bis dahin schlicht nicht bekannt. Oberhalb der mittleren Zone, mit nochmaligem Konsolenfries, folgt die Kuppel. Sie ist, ebenfalls sehr ungewöhnlich, als hochstehendes Ellipsoid geformt. Eine solche Kuppelgestaltung hat in Apulien nur noch der Campanile der ehemaligen Abtei San Benedetto in Conversano. Die Höhe vom Boden bis zur inneren Kuppelspitze beträgt 22,80 Meter.

Details
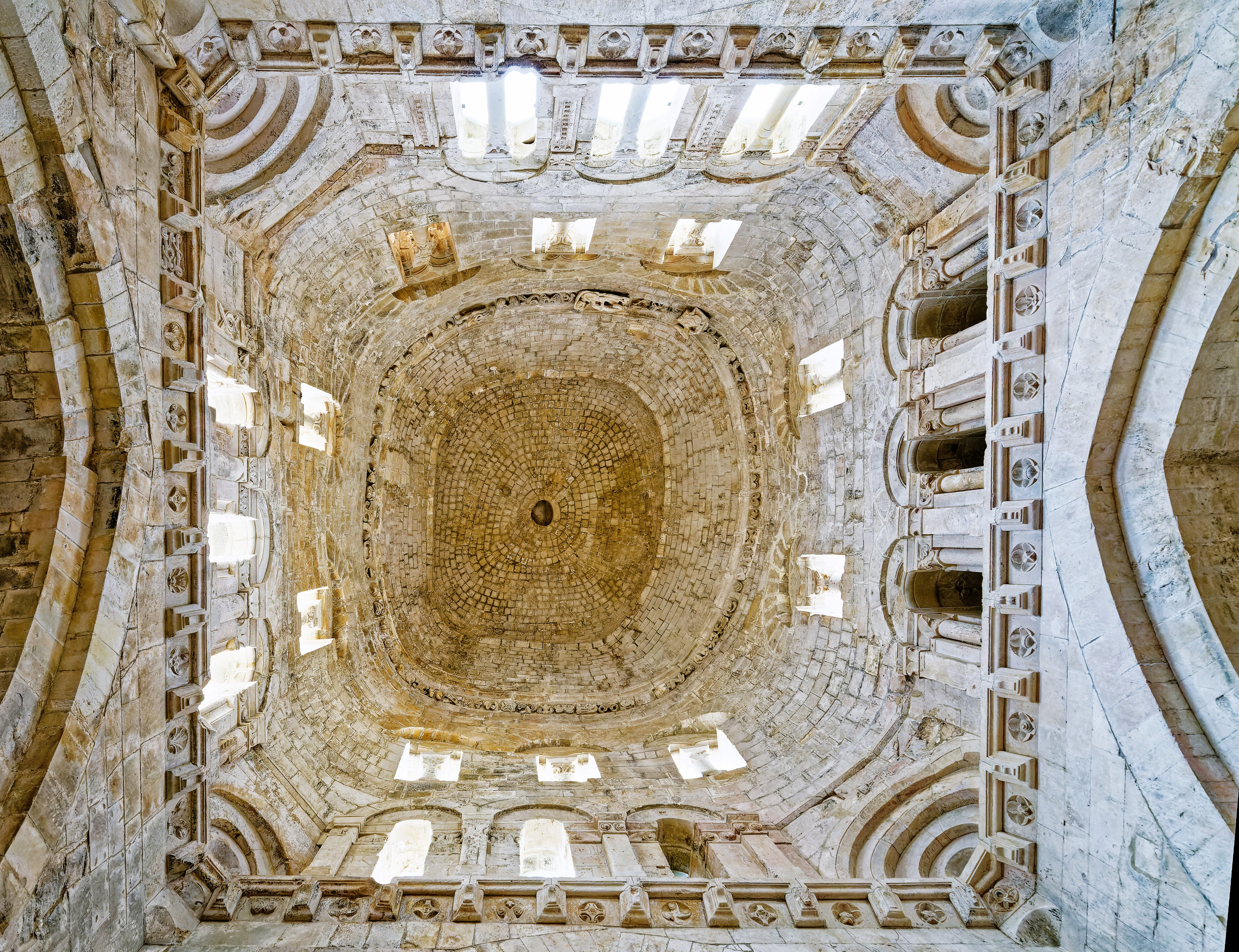
Die Kuppel
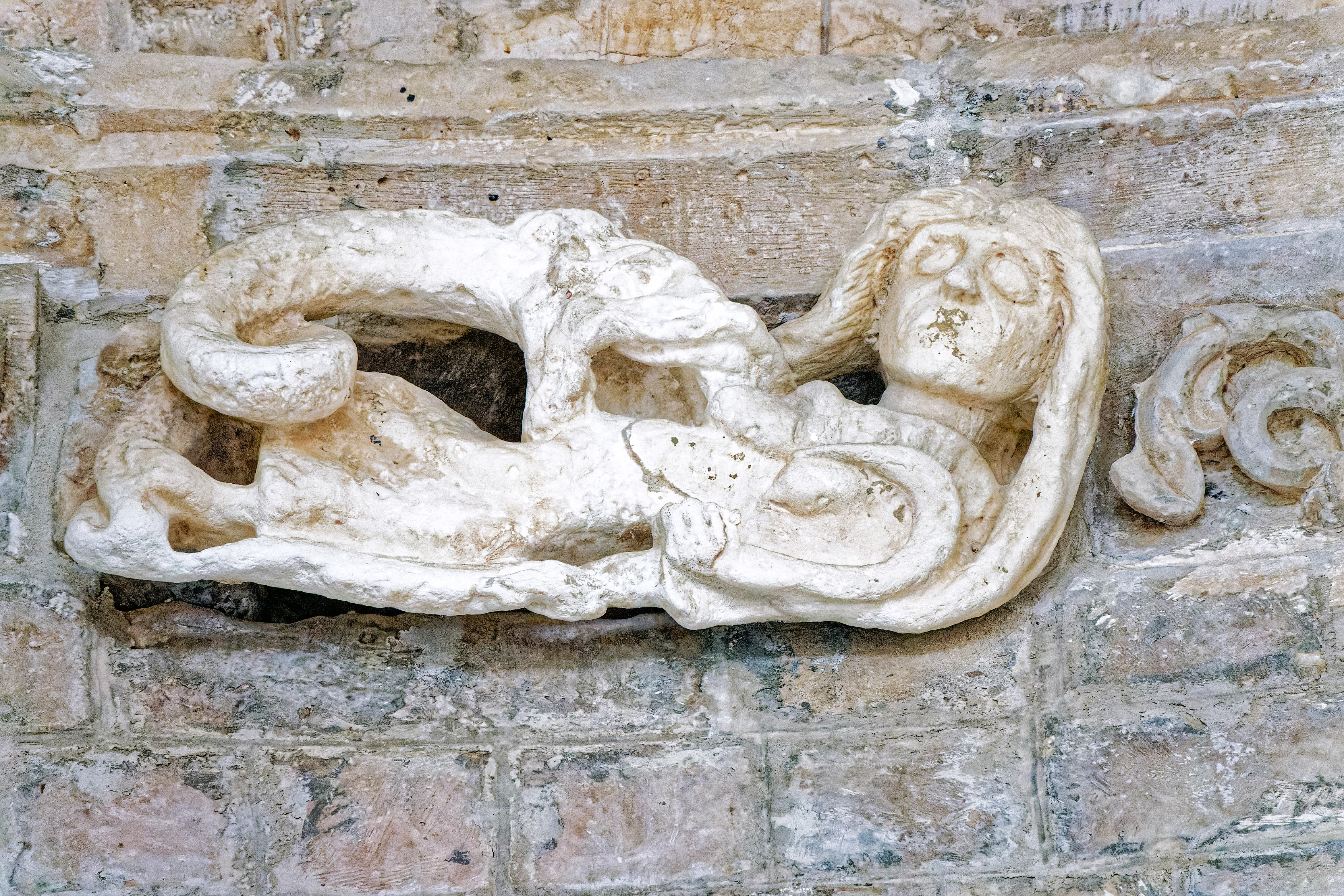
Relief Frau mit Schlange in der Kuppel
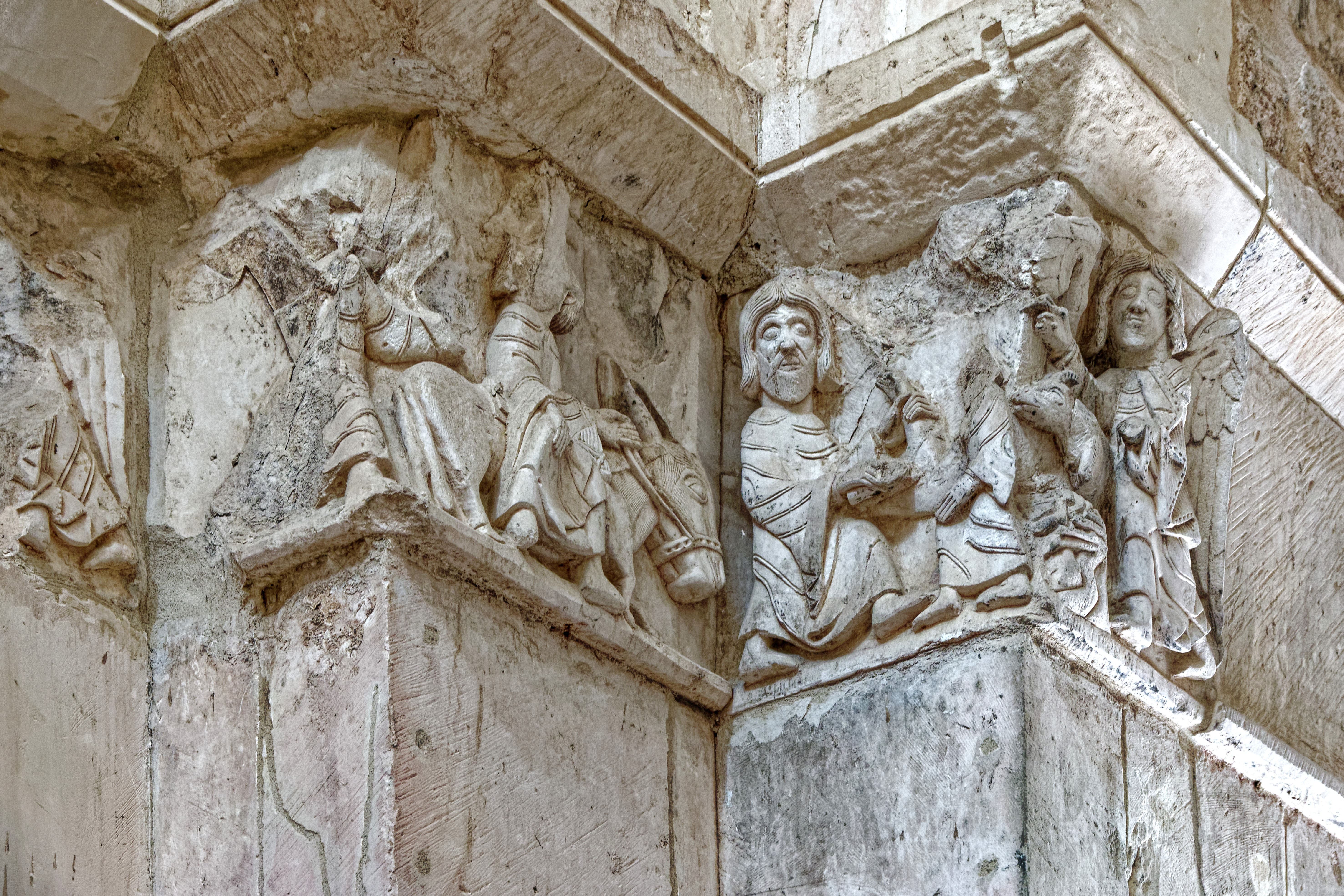
Die Kapitelle am Eingang.
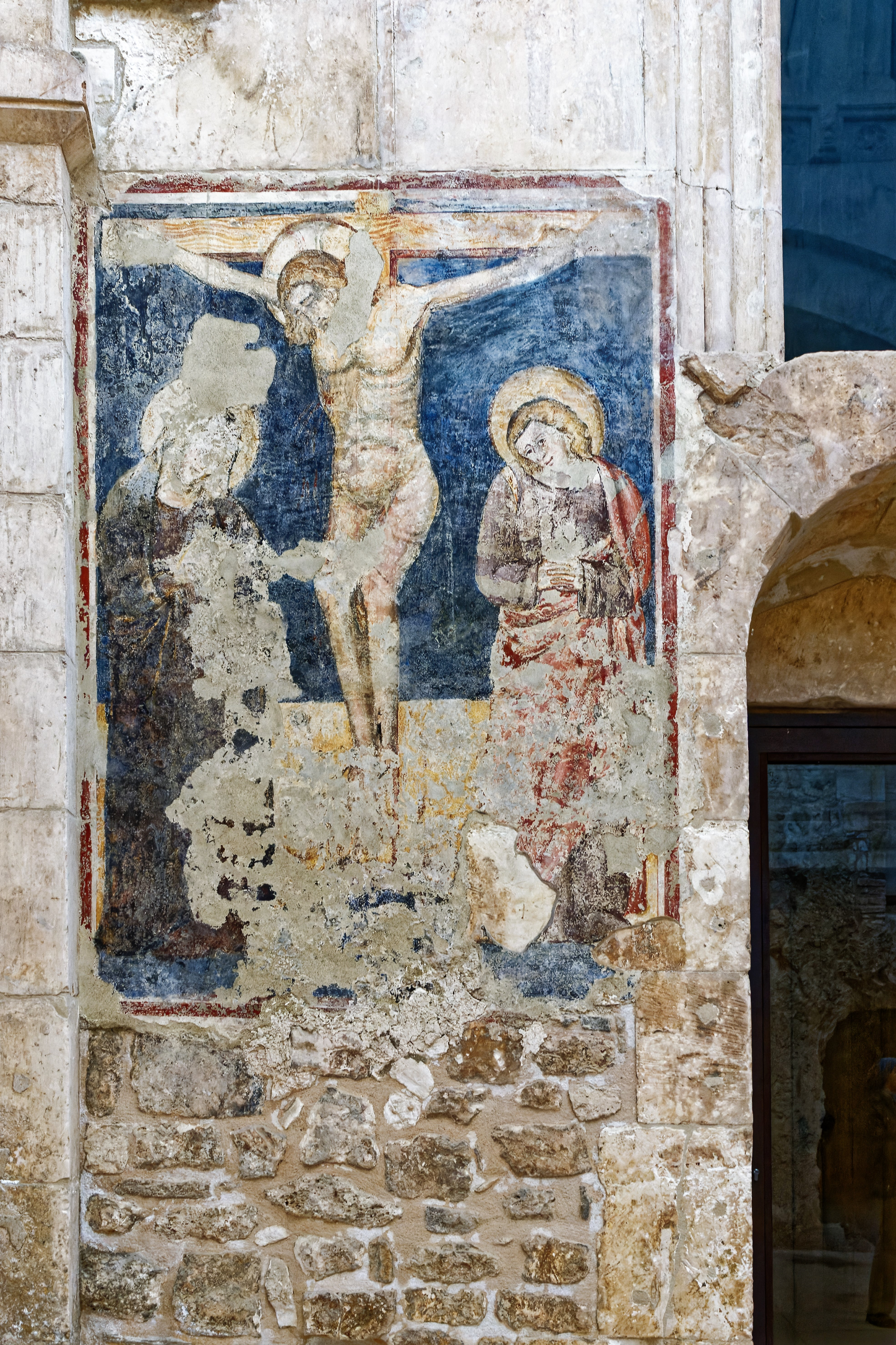
Fresko

### Weitere Besonderheiten
Von besonderer Bedeutung sind die Kapitelle des Untergeschosses sowie die Darstellungen auf dem oberen Konsolenfries. Rechts des Eingangs stellen die Reliefs auf den Kapitellen zunächst die Opferung Isaaks dar, für Monte Sant'Angelo typisch mit dem Eingreifen des Erzengels Michael. Am letzten Kapitell auf dieser Seite ist die Hl. Katharina von Alexandria dargestellt. Ein weiteres figürliches Kapitell stellt das Erscheinen des Erzengels Michael bei Bileam dar. Die Kapitelle der, später angefügten, Westapsis enthalten eine Darstellung der Verkündigung der Geburt Jesu an die Hirten. Außergewöhnlich ist die unterschiedliche Haltung von Tier und Mensch. Während die Hirten angemessen verharren, sind die sie begleitenden Hunde in höchster Erregung und Bewegung dargestellt. Der Rand über den Kapitellen enthält das dem Lukasevangelium entnommene, bekannte: Ann[unci]o / nobis / gaudiu[m] magnu[m] – „Ich verkünde euch eine große Freude“.
Der obere Konsolenfries enthält, unregelmäßig verteilt, verschiedene Darstellungen. Dargestellt sind beispielsweise eine Frau mit einem Kind auf dem Arm, eine Frau, der die Haare über das Gesicht fallen, eine Figur Sirene im Schneckenhaus und andere. Unterschiedlich gedeutet wird die Figur Frau mit einer Schlange, das Tier ringelt sich um die Hand, den Körper und saugt an der Brust. Eine Meinung will eine Verkörperung von Eva sehen, eine andere eine Allegorie der Luxuria.
Von Eingang linkerhand führt eine kleine Treppe zum Obergeschoss. Darunter, in einem kleinen Hohlraum, fand sich tatsächlich ein Grab, die Überreste sind noch erkennbar. Am Treppenportal angebracht ist die erwähnte Inschrift, deren falsche Lesung zum Namen des Gebäudes führten. Sie lautet: INCOLA MONTANI PARMENSIS PROLE PAGANI ET MONTIS NATVS RODELGRIMI VOCITATVS HANC FIERI TVMBAM IVSSERVNT HI DVO PVLCHRAM. Nach Ekkehart Rotter: „dass der aus Parma stammende, in Monte (Sant'Angelo) lebende Paganus und der in Monte geborene Rodelgrimus dieses schöne Bauwerk errichten ließen.“ Die Lesart von Carl Willemsen ist: „daß ein Anonymus, der sich, gebürtig aus Parma, in Montepagano, nicht weit von Téramo in den Abruzzen, niedergelassen hatte, und ein Rodelgrimi, dessen Wiege auf dem Monte Gargano stand, dieses merkwürdige Bauwerk errichten ließen.“
Rechts des Einganges wurde im 20. Jahrhundert eine weitere, bis dahin verschüttete Treppe, aufgefunden und ergraben. Sie führt flach mit 8 unterschiedlich hohen Stufen zu einem weiteren Raum, direkt unter der Apsis von San Pietro. Der runde Raum enthält 19 Steinsitze sowie zwei Nischen in den Wänden, möglicherweise zur Aufnahmen von Figuren. Fragmente in der Mitte des Raumes können ein Altarunterbau gewesen sein. Der Raum enthält noch Reste des Taufbeckens von San Pietro, gleichwohl ist der Sinn oder die Funktion dieses Raumes völlig ungeklärt.